# Romodanowo
Romodanowo (ros. Ромоданово) – osiedle typu miejskiego w środkowej Rosji, na terenie wchodzącej w skład tego kraju Republiki Mordowii, we wschodniej Europie.
Miejscowość liczy 9737 mieszkańców (1 stycznia 2005 r.).